# Franklin Henry Giddings

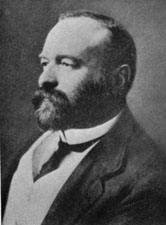
Franklin Henry Giddings.

Franklin Henry Giddings, född 23 mars 1855 i Sherman, Connecticut, död 11 juni 1931 i Scarsdale, New York, var en amerikansk sociolog.
Giddings blev professor vid Columbia University 1894. Han företrädde en utpräglat psykologisk metod inom samhällsläran. Särskilt sköte han uppvisa den process, varigenom individernas inbördes relationer ger upphov till ett gemensamt kollektivt medvetande. Med sin socialpsykologiska grundåskådning förenade Giddings en av utvecklingsläran inspirerad framstegsoptimism. Bland hans skrifter märks särskilt Principles of sociology (1896).